# San Roque (Stoss)
San Roque es una escultura en madera de tilo realizada por el escultor alemán Veit Stoss, en la Basílica de la Santísima Anunciación de Florencia. La escultura representa al santo de la Iglesia católica Roque. 

## Historia
Los documentos más antiguos que hablan de la obra datan de 1523, año en el que Giovanni di Domenico Boccianti asumió el patrocinio de una capilla de la Basílica de la Santísima Anunciación de Florencia que fue consagrada a San Roque, probablemente como signo de devoción al santo, por la peste del año anterior. 
Desde 1857, la estatua se ha colocado en su posición actual, es decir, la capilla de la Resurrección. En esa fecha fue pintada con pintura al óleo blanca, retirada en 1935.

## Descripción
La estatua de tamaño natural está hecha de madera de tilo. El autor propone algunas características iconográficas típicas del santo: la vara, el manto, el sombrero de peregrino, la mano apuntando a un bubón en el muslo desnudo, la larga barba. 
Sin embargo, también se propone una variación particular con respecto a las representaciones clásicas de San Roque: los movimientos cansados y los párpados pesados muestran signos de vejez, en contraste con todas las otras obras en las que el santo es representado joven. 

## Galería de imágenes

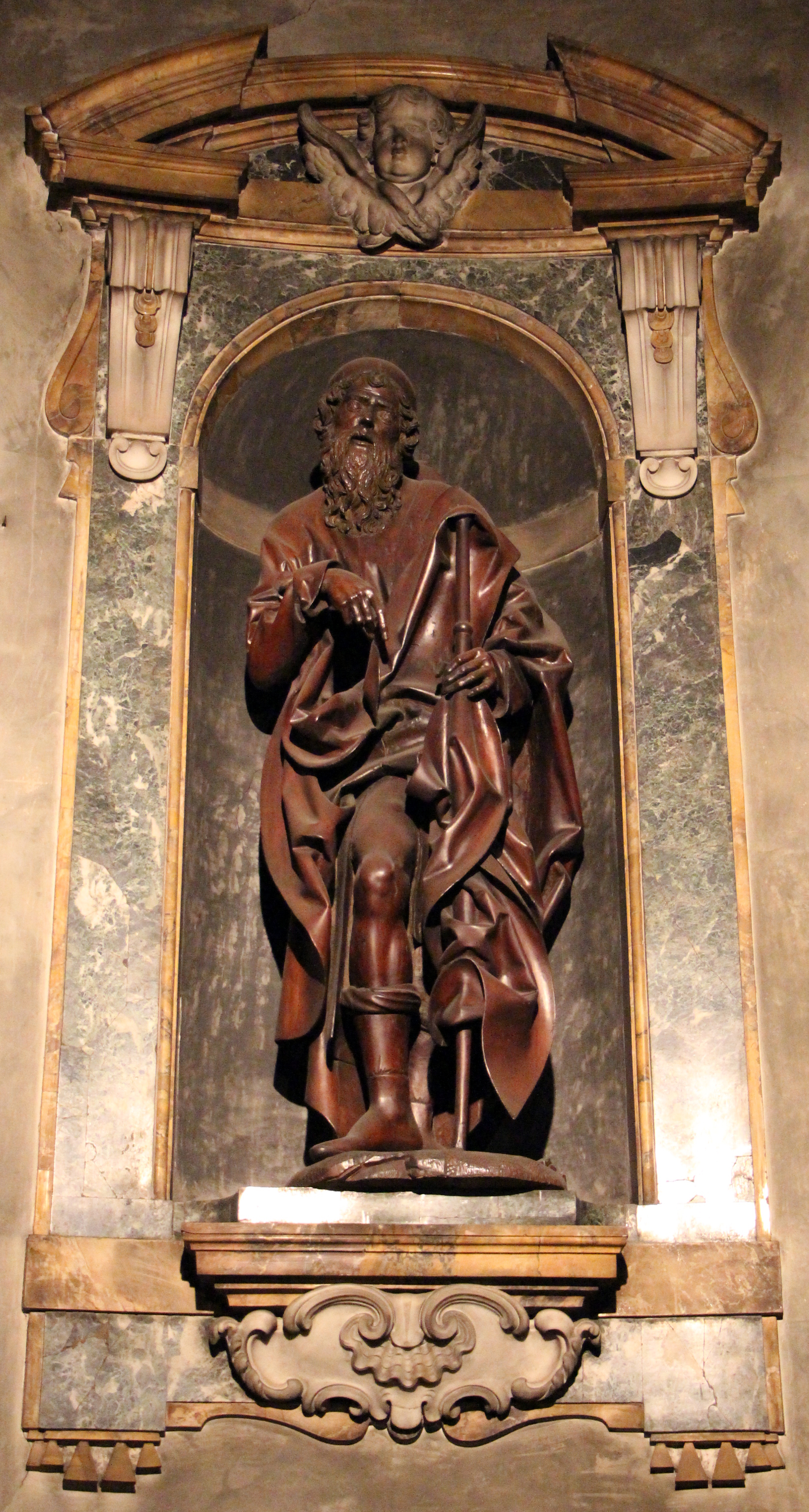
San Roque en la Basílica de la Santísima Anunciación  de Florencia
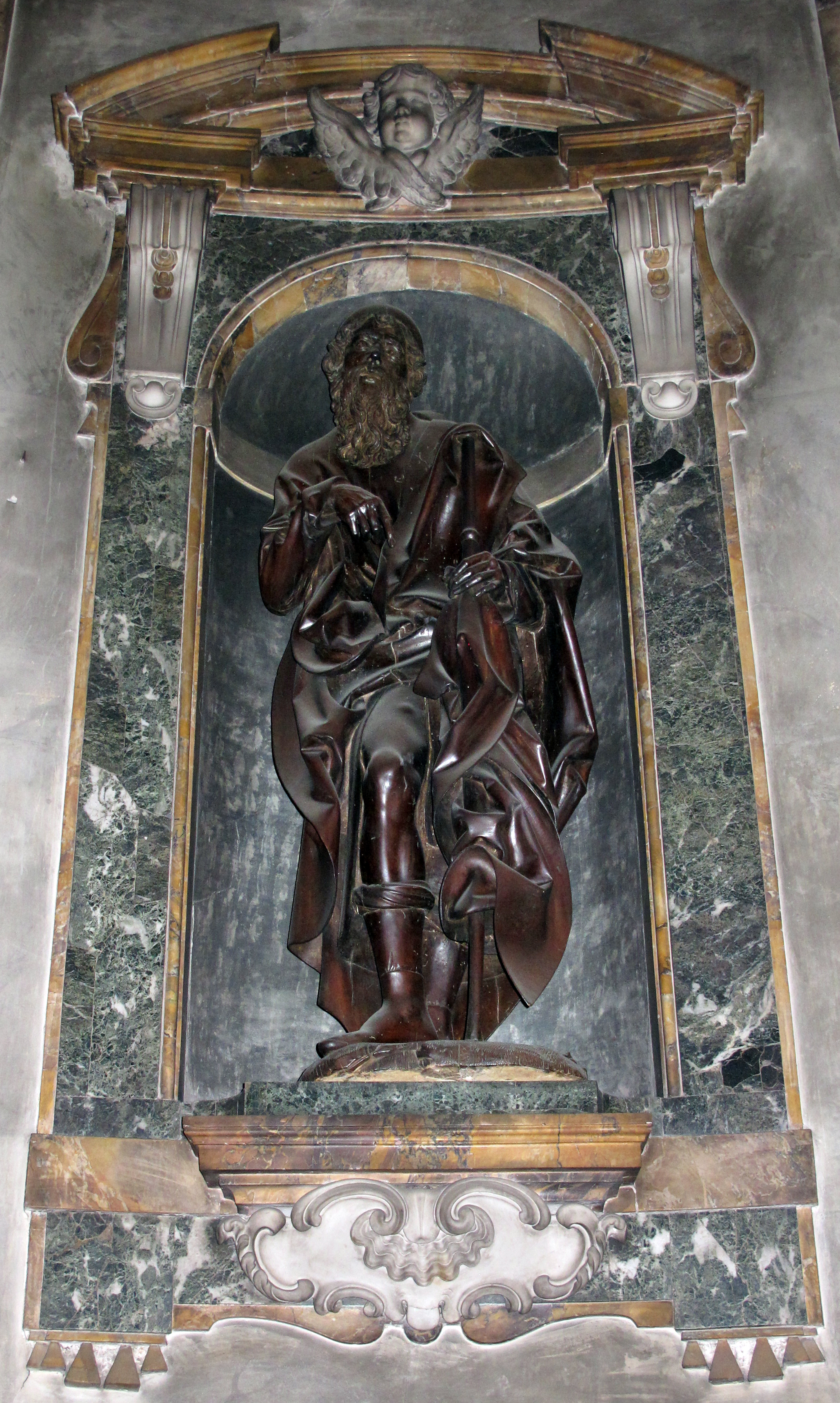
San Roque en la Basílica de la Santísima Anunciación  de Florencia
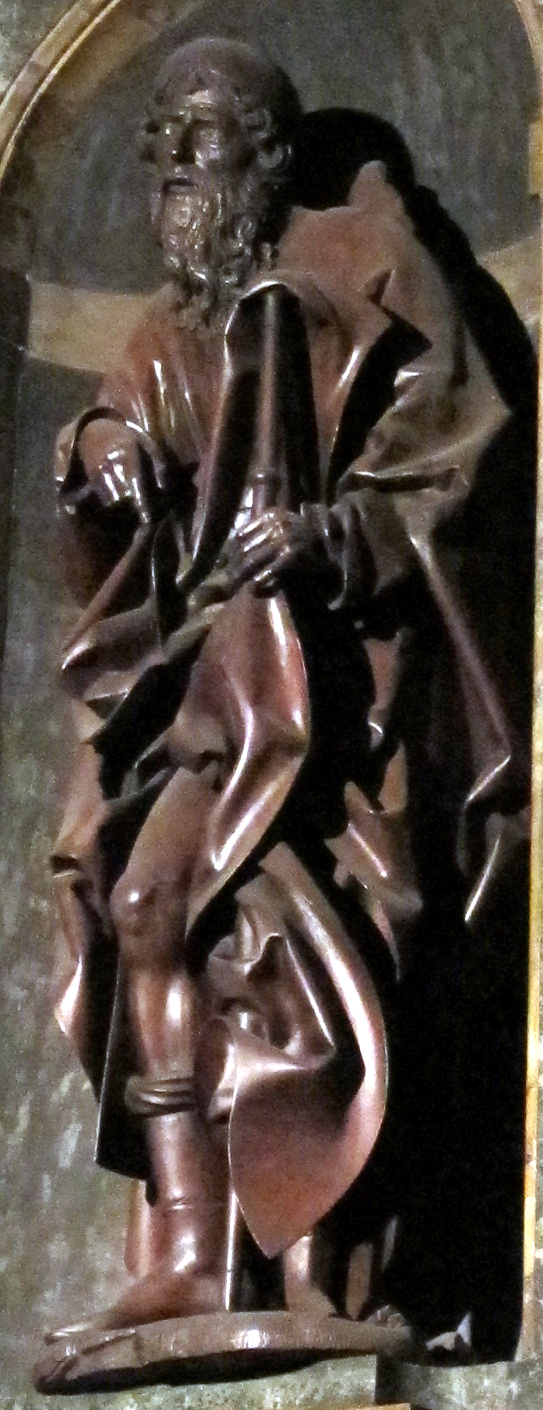
San Roque en la Basílica de la Santísima Anunciación de Florencia